# Jadwiga Emilewicz
Jadwiga Katarzyna Emilewicz z domu Szyler (ur. 27 sierpnia 1974 w Krakowie) – polska polityk, politolog i menedżer kultury.
Posłanka na Sejm IX kadencji (2019–2023), w latach 2015–2018 podsekretarz stanu w Ministerstwie Rozwoju, w latach 2018–2019 minister przedsiębiorczości i technologii w pierwszym rządzie Mateusza Morawieckiego, w latach 2019–2020 minister rozwoju w jego drugim gabinecie, w 2020 wiceprezes Rady Ministrów, w 2023 sekretarz stanu w Ministerstwie Funduszy i Polityki Regionalnej.

## Życiorys
Córka Antoniego i Zdzisławy Szylerów. W 1993 zdała egzamin maturalny w II Liceum Ogólnokształcącym im. Króla Jana III Sobieskiego w Krakowie. W 1998 ukończyła politologię w Instytucie Nauk Politycznych Uniwersytetu Jagiellońskiego.
Pod koniec lat 90. przystąpiła do Klubu Jagiellońskiego, w jego ramach organizowała dyskusje m.in. z udziałem Lecha Kaczyńskiego, Ludwika Dorna i Jana Rokity. Poznała tam Jarosława Gowina, redaktora naczelnego miesięcznika „Znak”, który z czasem został jej politycznym mentorem i bliskim współpracownikiem politycznym. Od 1995 współpracowała z Ośrodkiem Myśli Politycznej w Krakowie. Współpracowała również z utworzonym w 1995 Instytutem Tertio Millennio dominikanina Macieja Zięby, działała również w Opus Dei. Studiowała na uczelni IESE w Barcelonie.
W 1997 odbyła staż dziennikarski u boku Roberta Mazurka w konserwatywnym dzienniku „Życie”, którego redaktorem naczelnym był Tomasz Wołek. W 1998 została radcą prezesa Rady Ministrów Jerzego Buzka w Departamencie Spraw Zagranicznych; pracowała na tym stanowisku do 2002. W 2000 opublikowała z Arturem Wołkiem książkę Reformatorzy i politycy. Gra o reformę ustrojową w 1998 roku widziana oczami jej aktorów. W 2002 uczestniczyła w założeniu kwartalnika Klubu Jagiellońskiego „Pressje”, weszła w skład redakcji tego pisma. W 2002 ukończyła w ramach uzyskanego stypendium studia podyplomowe w Wadham College na Uniwersytecie Oksfordzkim. Została członkinią Oxford University European Affairs Society. Od 2003 była nauczycielką akademicką w utworzonej wówczas Wyższej Szkole Europejskiej im. ks. Józefa Tischnera w Krakowie, której pierwszym rektorem był do 2011 Jarosław Gowin.
W 2007 i 2008 zasiadała w zarządzie Klubu Jagiellońskiego, potem została członkinią rady stowarzyszenia Klub Jagielloński oraz członkiem honorowym KJ. Przystąpiła do Platformy Obywatelskiej. Wzięła udział w inicjatywie Jarosława Gowina „Godzina dla Polski” na rzecz utworzenia nowej formacji wolnorynkowo-konserwatywnej pomiędzy PO a PiS.
W latach 2009–2012 pełniła obowiązki dyrektora Muzeum PRL-u w Nowej Hucie, funkcjonującego wówczas na prawach oddziału Muzeum Historii Polski w Warszawie i finansowanego przez Ministerstwo Kultury i Dziedzictwa Narodowego. Opracowała w tej roli wystawę stałą muzeum, której zarzucono prawicowy wydźwięk ideologiczny. Jej konflikt na tym tle z współinicjatorką powstania tej instytucji, Krystyną Zachwatowicz, przyczynił się do jej odwołania i przejęcia muzeum przez miasto. W 2011 otworzyła na Uniwersytecie Jagiellońskim przewód doktorski. Napisała pracę pt. Depolityzacja polityki. Model władzy na przykładzie reformy samorządu terytorialnego poświęconą reformie administracyjnej Michała Kuleszy, której nie obroniła.
W 2013 wraz z Jarosławem Gowinem opuściła Platformę Obywatelską i przystąpiła do powołanej przez niego w grudniu 2013 Polski Razem. Została też prezesem związanej z partią Fundacji Lepsza Polska. W 2014 stanęła na czele małopolskich struktur Polski Razem. W tym samym roku kandydowała bez powodzenia z jej listy do Parlamentu Europejskiego (głos na nią zadeklarował wówczas Jan Rokita). W wyborach samorządowych w 2014 została wybrana do Sejmiku Województwa Małopolskiego, startując z pierwszego miejsca na liście Prawa i Sprawiedliwości i otrzymując 18 726 głosów. Odpowiadała przy tych wyborach początkowo za kampanię wyborczą Marka Lasoty (ubiegającego się z ramienia PiS o urząd prezydenta Krakowa), jednak została odsunięta przez Ryszarda Terleckiego. W kwietniu 2015 objęła funkcję wiceprezesa Polski Razem. Po powstaniu w 2015 rządu Beaty Szydło została powołana na stanowisko podsekretarza stanu w Ministerstwie Rozwoju.
Jadwiga Emilewicz była także dyrektorem zarządzającym jednoosobowego przedsiębiorstwa KN Studio, zajmującej się aranżacją wystaw. Po otrzymaniu nominacji ministerialnej w grudniu 2015 zakończyła działalność tej firmy. W listopadzie 2015 powstała natomiast nowa spółka prawa handlowego pod nazwą Koza Nostra Studio, w której połowa udziałów przypadła jej mężowi Marcinowi Emilewiczowi. Spółka również zajmowała się aranżacją wystaw, w tym w instytucjach publicznych. Jej mąż ostatecznie pozbył się udziałów w niej w 2020.
W trakcie pełnienia funkcji rządowej gościła na Forum Przedsiębiorców Małopolski organizowanym przez „Dziennik Polski”. Miała również własną rubrykę publicystyczną w tej gazecie. W 2016 i 2017 jako radna sejmiku poparła tzw. uchwały antysmogowe dla Krakowa. Po przekształceniu 4 listopada 2017 Polski Razem w Porozumienie pozostała wiceprezesem tego ugrupowania.
9 stycznia 2018 została powołana na urząd ministra przedsiębiorczości i technologii w rządzie Mateusza Morawieckiego (stając na czele nowo powołanego resortu). W tym samym miesiącu złożyła mandat radnej sejmiku. W wyborach w 2019 z listy Prawa i Sprawiedliwości uzyskała mandat posłanki IX kadencji, kandydując w okręgu poznańskim i otrzymując 43 958 głosów. 15 listopada 2019 została ministrem rozwoju w drugim gabinecie Mateusza Morawieckiego. 9 kwietnia 2020 objęła dodatkowo urząd wiceprezesa Rady Ministrów.
Jako minister odpowiadała za projekty mające stwarzać udogodnienia dla przedsiębiorców, takie jak: wprowadzenie Polskiej Strefy Inwestycji oraz instytucji zarządu sukcesyjnego, nowe prawo zamówień publicznych, regulację przeciwdziałającą zatorom płatniczym, a także programy Mały ZUS, Mały ZUS Plus, Pakiet MŚP i Pakiet Przyjazne Prawo. Była także pomysłodawczynią projektu prostej spółki akcyjnej. W 2018 wystąpiła na Forum Politycznym Wysokiego Szczebla ONZ w Nowym Jorku. Na początku pandemii COVID-19 współtworzyła tzw. tarczę antykryzysową.
Pewną krytykę wzbudziła w czerwcu 2020, wygłaszając w trakcie kampanii prezydenckiej blisko godzinne przemówienie na Jasnej Górze podczas pielgrzymki przedsiębiorców. We wrześniu tegoż roku została wybrana na przewodniczącą poznańskiego okręgu Porozumienia (od 2019 była p.o. przewodniczącej). Jeszcze w tym samym miesiącu ogłosiła odejście z partii, pozostając bezpartyjną członkinią Klubu Parlamentarnego PiS. Decyzję tę uzasadniła coraz częstszą różnicą zdań z politykami Porozumienia, w tym prezesem Jarosławem Gowinem. 6 października 2020 zakończyła pełnienie funkcji rządowych.
Również w 2020 zaczęła prowadzić zajęcia z polityki gospodarczej na Wydziale Nauk Politycznych i Dziennikarstwa Uniwersytetu im. Adama Mickiewicza w Poznaniu. Została także członkinią rady społecznej Szpitala Klinicznego im. Heliodora Święcickiego Uniwersytetu Medycznego im. Karola Marcinkowskiego w Poznaniu (2020) oraz rady Teatru Muzycznego w Poznaniu (2022).
W maju 2023 powróciła do administracji rządowej, obejmując stanowiska sekretarza stanu w Ministerstwie Funduszy i Polityki Regionalnej oraz pełnomocnika rządu ds. polsko-ukraińskiej współpracy rozwojowej. W wyborach w 2023 bezskutecznie ubiegała się o poselską reelekcję (zajęła pierwsze niemandatowe miejsce na poznańskiej liście PiS z wynikiem 26 876 głosów). W grudniu tego samego roku zakończyła pełnienie funkcji w administracji rządowej. W 2024 objęła stanowisko członka zarządu Instytutu Sobieskiego. W tym samym roku została także wspólnikiem i prezesem zarządu prywatnej firmy doradczej.

## Wyróżnienia
W 2021 otrzymała nagrodę „Komeda UMP”, przyznaną przez Senat Uniwersytetu Medycznego im. Karola Marcinkowskiego w Poznaniu.

## Życie prywatne
Zamężna z politologiem i przedsiębiorcą Marcinem Emilewiczem. Mają trzech synów.

## Publikacje
Zwarte
- Reformatorzy i politycy. Gra o reformę ustrojową w 1998 roku widziana oczami jej aktorów (wspólnie z Arturem Wołkiem), Fundacja Rozwoju Demokracji Lokalnej, Warszawa 2000; wyd. II, Wyższa Szkoła Biznesu – National Louis University, Nowy Sącz 2002; wyd. III oraz przekład w języku angielskim: Reformers and politicians: The power play for the 1998 Reform of Public Administration in Poland, as seen by its main players (tłum. Magdalena Wajda), Elipsa, Warszawa 2002.
- Europejska polityka wschodnia. Wyzwanie Polaków i Niemców (redaktor pracy zbiorowej), Wyższa Szkoła Europejska im. ks. Józefa Tischnera, Kraków 2008.
- Ogniem czy mieczem? Stosunki państwo-Kościół („Pressje”, teka 14; współredaktor pracy zbiorowej), Klub Jagielloński, Kraków 2008.
- Wschód – strategia czy obsesja („Pressje”, teka 15; współredaktor pracy zbiorowej), Klub Jagielloński, Kraków 2009.
- Sprawiedliwość („Pressje”, teka 16; współredaktor pracy zbiorowej), Klub Jagielloński, Kraków 2009.

Artykuły
- Lekcja obywatelska, „Znak”, nr 579, 2003.
- Pragmatyka wiary (recenzja: „John Locke: Writings on Religion”, red. Victor Nuovo, Oxford 2002), „Teologia Polityczna”, nr 1, 2003/2004, s. 236–240.
- Lekcja praktyki politycznej (recenzja: Mogens Herman Hansen, „Demokracja ateńska w czasach Demostenesa. Struktura, zasady i ideologia”, Warszawa 1999), „Teologia Polityczna”, nr 2, 2004/2005, s. 357–362.
- Wyższa szkoła dyplomacji, „Nowa Europa”, nr 1 (5), 2007, s. 366–370.
- Władza – modele teoretyczne, „Europa i Świat. Zeszyty naukowe Wyższej Szkoły Europejskiej im. ks. Józefa Tischnera w Krakowie”, nr 1, 2007, s. 91–108.
- Sposób na „selbstbewusste Mittelmacht”. Z profesorem Zdzisławem Krasnodębskim rozmawia Jadwiga Emilewicz, „Pressje”, teka 13, 2008, s. 67–80.